# チャップス

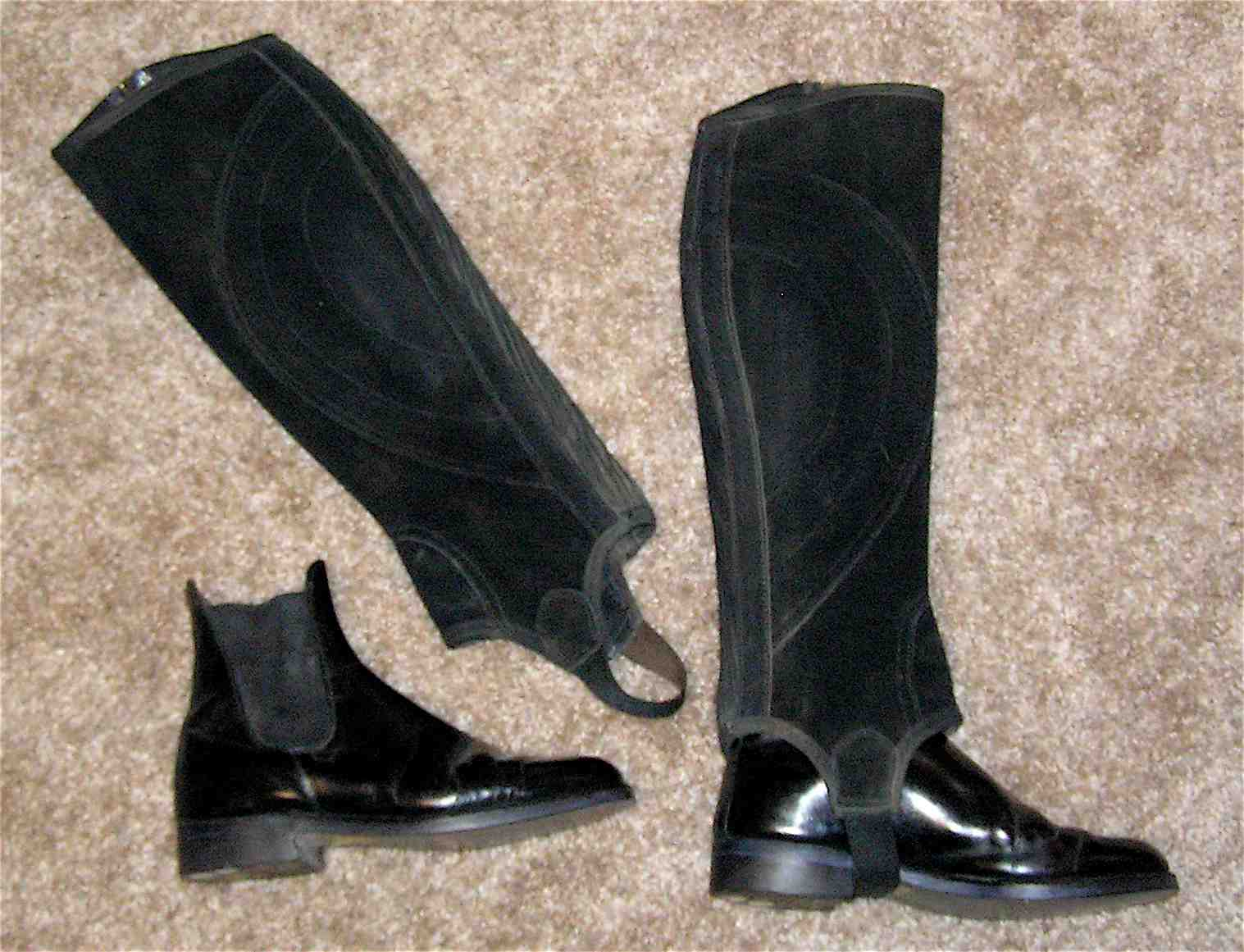
チャップス

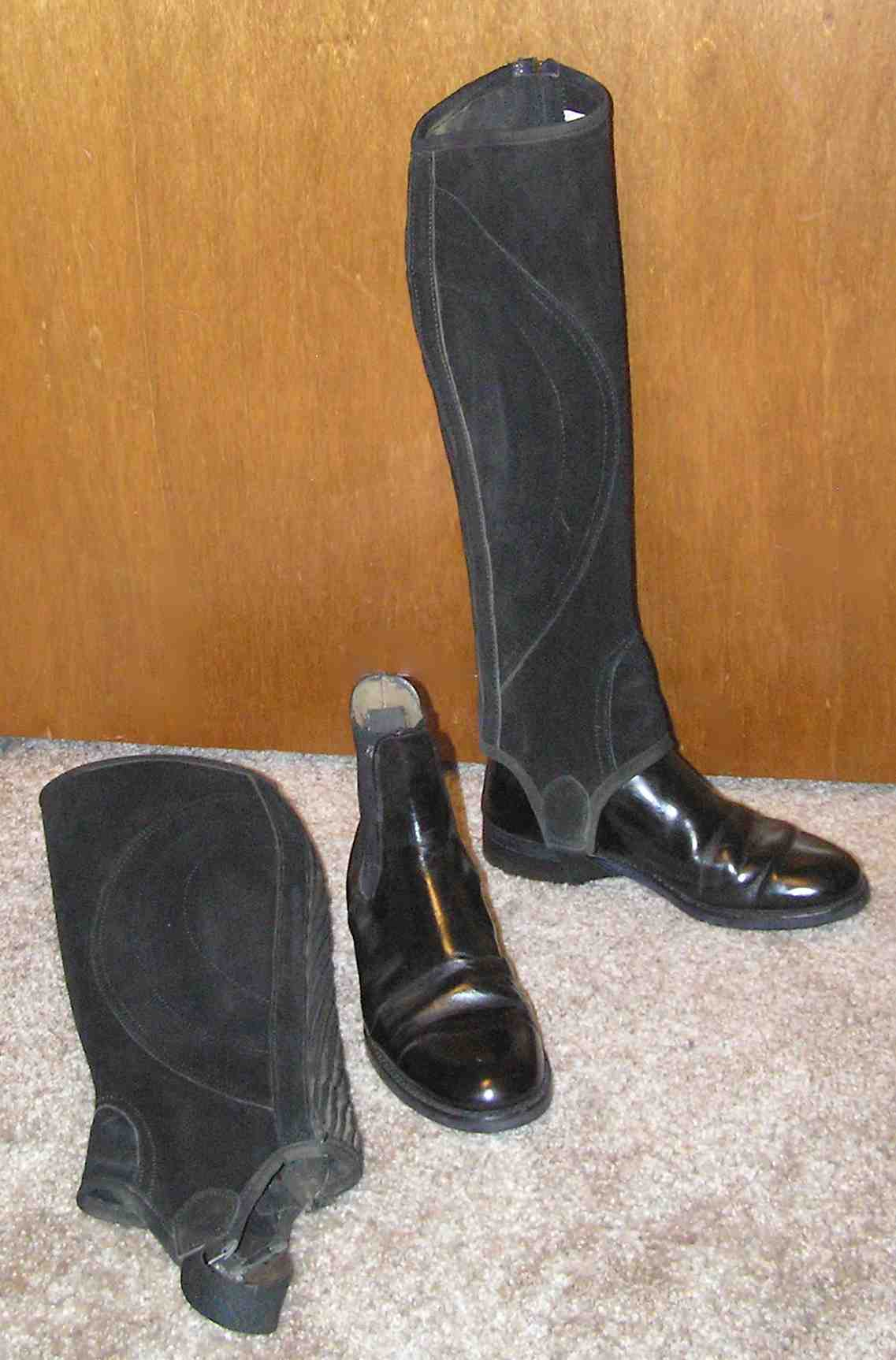
チャップス

チャップス（chaps）とは、オーバーパンツの一種で、灌木や棘からの保護のために、カウボーイたちが着用した。スペイン語で脚の防具を意味する「チャパレッラ」を省略したとされる。主に革製だが、厚手の布の場合もある。
脱着が容易な巻き付け型(腰や脚の何か所かに紐があり、それで縛って固定する)と、パンツ型に分かれる。いずれのタイプも、動きを阻害しないように、股間部分に生地はない。
上記のものをカウボーイ・チャップスとして呼び分けることもあるが、一般的にはチャップスと言った場合、オーバーパンツ型のものを差し、下記の乗馬用を差すことはマレである。
乗馬で使用する騎手の装具の一つ。「シャップス」とも呼ばれる。
日本では行縢（むかばき）に当たる。

## 概要
騎乗時の脚の保護や、動物の噛みつき対策として、着用された。
着用方法により、ズボンタイプと巻き付けタイプに分類できる。巻き付けタイプは、エプロンのように腰ひもを使い、太腿と脛あたりにも固定紐がある。動きやすく、脱着は容易だが、脚の裏側や側面などを覆い隠せない欠点がある。また、固定箇所が少ないので、激しい動きをするとめくれてしまう(特に脛あたり)。
ズボンタイプは、巻き込みタイプとは逆で、防御に隙は無いが、動きにくく着脱に時間がかかる。
また、近年ではハーレーダビッドソン等のオートバイに乗るライダー達がレザージャケットと共に装着することも多い。
ファッションアイテムとしては、フリンジが付いたものが好まれる。ロデオ大会なので着用されるものも、防具というよりも、ファッションアイテムであり、大量の長いフリンジが跳ねまわることで、ダイナミックな動きを強調させる。
防具としては、チェーンソー使用者が着用するものがある。防刃繊維が使われ、特殊繊維がチェンソーの刃に絡んで停止させる機能を持つ。
なおプロレスラーのスタン・ハンセンはリング・コスチュームとして巻き付け型のチャップスを用いていたことで知られている。
ズボンの上から下腿部に巻きつける形で装着し脚部を保護するため、脚絆と似たタイプも存在するが、ほぼ乗馬(馬術)用に限定される。
最下部のストラップをジョッパーブーツなどの短靴の靴底にかけ、ジッパーやマジックテープで止めるタイプが多い。材質は皮革製、布製、ゴム繊維製などがある。長靴（乗馬ブーツ）を履く場合には使用しない。